# Steidl Sándor
Steidl Sándor (Vác, 1959. szeptember 15. –) labdarúgó, középpályás.

## Pályafutása
Az Újpesti Dózsa csapatában mutatkozott az élvonalban 1980. október 11-én a Videoton ellen, ahol 0–0-s döntetlen született. 1980 és 1990 között 202 bajnoki mérkőzésen szerepelt újpesti színekben és 21 gólt szerzett. Háromszoros magyar kupa-győztes a csapattal. Utolsó mérkőzésen a Bp. Volántól 1–0-ra kapott ki csapata.

## Sikerei, díjai
- Magyar bajnokság
  - 2.: 1986–87
  - 3.: 1987–88
- Magyar kupa (MNK)
  - döntős: 1982, 1983, 1987
- Kupagyőztesek Európa-kupája (KEK)
  - negyeddöntős: 1983–84